# Wanda Kuchwalek
Wanda Gertrude Kuchwalek (née le 22 janvier 1947, morte le 4 septembre 2004 à Vienne) est une proxénète des années 1970 connue sous le nom de "Wilde Wanda".

## Biographie
Wanda Kuchwalek est la fille d'une artiste de cirque, danseuse de serpent. Elle est prise en charge par l'assistance publique à Wiener Neustadt et affirme subir des violences sexuelles de la part de filles.
À la fin des années 1960, elle devient prostituée dans les quartiers chauds. Elle monte ensuite une maison close près du Prater. En tant que proxénète, elle fait irruption dans un domaine masculin et s'impose avec son allure de butch-fem. Elle porte des costumes noirs d'homme, des chemises blanches avec un col relevé, un bolo, des bottes et un chapeau mou. Ses débuts sont difficiles. Elle a une réputation à cause de son bâton télescopique. Lorsqu'elle est ivre, elle est colérique et violente ; elle prend également des comprimés. C'est ainsi qu'elle se fait connaître dans la presse autrichienne et gagne le surnom de "Wilde Wanda".
Deux prostituées se suicident dans leurs chambres. La deuxième femme est une femme de 22 ans qui se pend en octobre 1983 pour une déception amoureuse. L'activité de Wanda Kuchwalek ralentit soudainement ensuite. En 1991, elle perd sa grand-mère qui était la personne la plus importante pour elle. On la voit de plus en plus boire avec son chien.
Lors d'un séjour en prison, elle écrit ses mémoires pour le journal St. Pauli-Nachrichten. Elle s'y consacre lors d'autres séjours. Elle se fait aider par la journaliste Margit Hinke qui travaillera sur un livre et un documentaire sur elle.
À la fin de sa vie, elle vit d'une pension sociale. Elle meurt désœuvrée et sans famille. Cependant un collectif lui donne une sépulture moins austère.

## Affaires judiciaires
Wanda Kuchwalek est arrêtée pour la première fois à l'âge de 14 ans. Après huit ou dix mentions sur son casier judiciaire, elle rencontre Herbert Eichenseder qui deviendra son avocat ensuite. Elle aura en tout 25 condamnations. Souvent condamnée pour proxénétisme, elle est aussi accusée pour violence publique, menaces et sévices corporels. Elle est aussi jugée pour tentative d'assassinat, mais est acquittée à la suite de la reconstitution de la scène du crime. Pour une balafre sur le visage d'une fille, elle prend deux années de cellule disciplinaire. En 1970, elle avoue lors de son procès avoir donné quatorze coups de rasoir à une fille et est condamnée à trois ans de prison.
En 1972, alors qu'elle est en détention provisoire, Wanda Kuchwalek provoque un scandale judiciaire. Elle a eu des relations sexuelles avec deux gardiens. Les gardiens sont condamnés à cinq ans de prison pour abus de pouvoir et Kuchwalek à dix ans pour incitation.
En décembre 1981, elle demande à trois complices de détruire le Frauencafé. Elle voulait se venger de clients qui voulaient l'agresser quelques jours plus tôt. 
Après que sa grand-mère est morte en 1991, elle va dans un bar de Floridsdorf et devient ivre et violente. Elle donne un coup de couteau dans le cou à un autre client qui est juste blessé. C'est sa dernière condamnation lourde.
En 1994, un trafiquant de drogue l'accuse de l'avoir volé avec trois hommes. Elle nie. Au tribunal, elle explique qu'il lui proposait du haschich qu'elle refusait parce qu'elle préfère l'alcool. En raison d'incohérences dans les déclarations du trafiquant de drogue, Kuchwalek est acquittée.
En mars 1996, elle a un procès en correctionnel pour une bagarre avec une amie en janvier.